# Йошихито
Йошихито (на японски: 嘉仁) или император Тайшо (на японски: 大正天皇) е император на Япония от 1912 до 1926 година

## Биография
Йошихито е роден на 31 август 1879 г. в двореца Тогу в Токио. Той е син на император Мейджи и любовницата му Янагихара Наруко. Официално, за майка му се счита императрица Шокен, каквато е и приетата практика по това време. Има двама по-големи братя и две по-големи сестри, всичките от които умират в много ранна възраст. Самият той също е болнаво дете. Само три седмици след раждане заболява от менингит.
Принц Йошихито израства при прадядо си, Накаяма Тадаясу. През 1885 г. започва началното си образование, но напредва бавно поради често влошеното си здравословно състояние.
Официално е обявен за престолонаследник на 31 август 1887 г. и формално получава титлата кронпринц на 3 ноември 1888 г. През септември 1887 г. се записва на училище в Гакушуин, но поради проблемите си със здравето, той се оказва неспособен да продължи образованието си. Вместо това, прекарва голяма част от младостта си в императорските вили по морето. И макар той да показва умения в някои области, като например конната езда, той е слаб в други области, изискващи усилено мислене. Не успява да завърши прогимназия, но проявява дарба към езиците и продължава да учи френски, китайски и история от частни учители.
От 1898 г., главно по настояване на Ито Хиробуми, принцът започва да присъства на заседания на парламента на Япония като начин да се запознае с политическите и военните проблеми на страната. Същата година официално започва да приема чуждестранни дипломати. Увличането му по западната култура и склонността му да използва френски думи в дискусиите, обаче, ядосва император Мейджи.
На 10 май 1900 г. кронпринц Йошихито се жени за 15-годишната Куджо Садако (бъдещата императрица Теймей), дъщеря на принц Куджо Мичитака от рода Фудживара. Тя е внимателно избрана от император Мейджи, заради интелекта си, артикулацията си, благоразположението си и достойнството си, допълвайки принц Йошихито в областите, които му убягват. В периода 1899 – 1901 г. е построен двореца Асака в пищен европейски рококо стил, за да служи като официална резиденция на кронпринца.
През 1901 г. се ражда първият му син и бъдещ император – Хирохито. На фона на увеличаващото се напрежение между Япония и Русия, Йошихито е произведен в полковник от Имепраторския военноморски флот през 1903 г. Военните му задължения са само церемониални, но той пътува из страната, за да инспектира военните съоръжения.
На 30 юли 1912 г. император Мейджи умира и престолът му е наследен от принц Йошихито. Новият император се пази от очите на обществото – след като е претърпял множество неврологични заболявания през живота си, той с все по-големи затруднения изпълнява функциите си на държавник. В рядка публична поява, през 1913 г. императорът присъства на откриването на японския парламент, по време на което свива листа с подготвената си реч в цилиндър и започва да наблюдава събранието през него.
Липсата му на артикулация и харизма (в сравнение с император Мейджи), уврежданията ексцентричностите му водят до пренребрежение към него. Докато състоянието му се влошава, той проявява все по-малко интерес към политическите дела, поради което обкръжението му започва да го манипулира. Партиите в политическата система на Япония вече са узрели след края на Първата световна война, поради което настъпва периода на т.нар. „Демокрация Тайшо“, включващ изместване на политическата власт към парламента и демократичните партии. По това време императорът вече не може да изпълнява никоя от дори церемониалните си длъжности. Самотният му живот е незасегнат от голямото земетресение в Канто през 1923 г., тъй като по това време е в лятната си резиденция в Нико. Кронпринц Хирохито, обаче, се намира в епицентъра, тъй като е останал в Императорския дворец.
Йошихито умира от инфаркт рано сутринта на 25 декември 1926 г. във вилата си в Хаяма, префектура Канагава.